# Diphilius

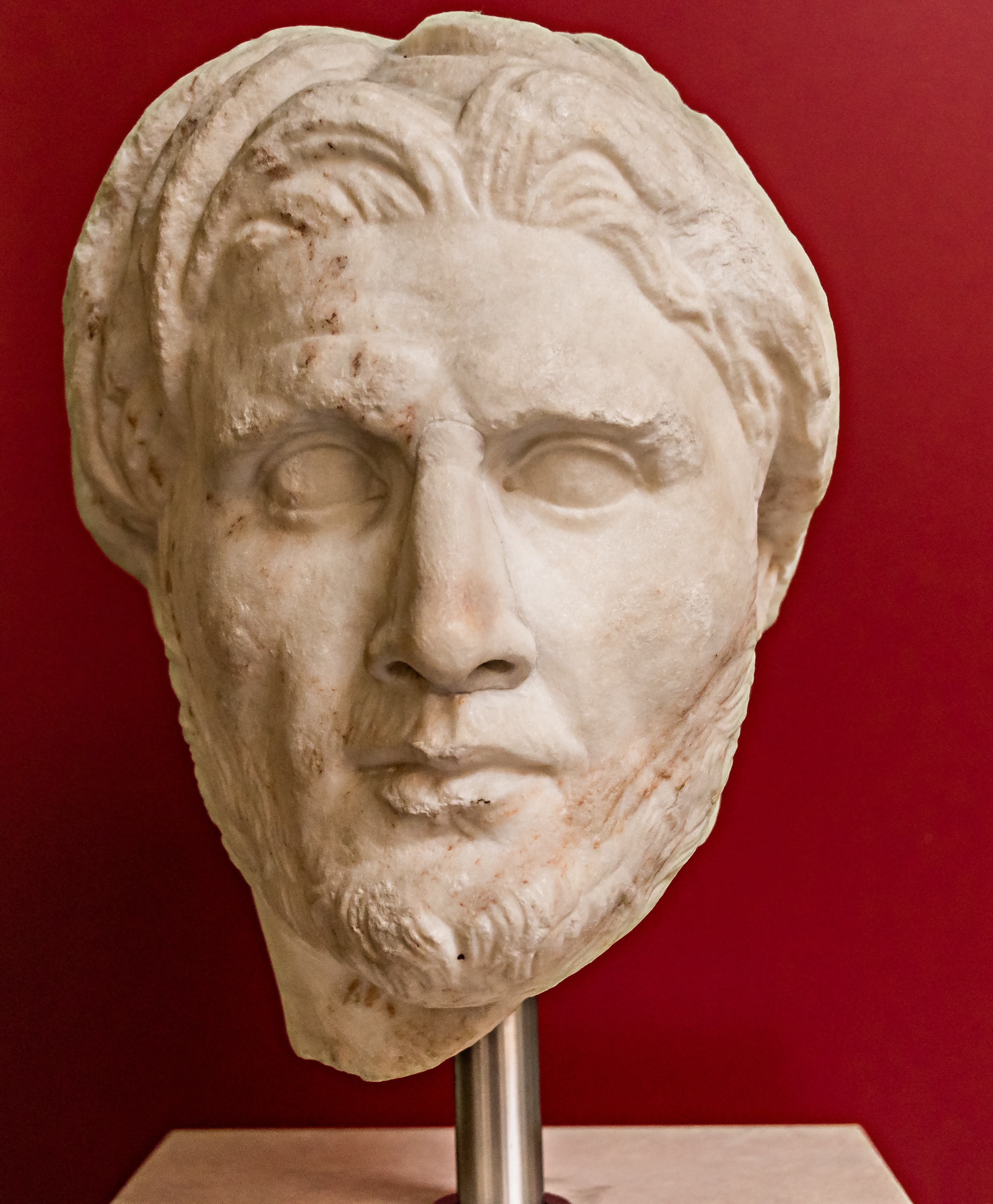
Porträt des Dichters Diphilos, eine römische Kopie aus dem frühen 1. Jahrhundert

Als Diphilius wird in der antiken Verslehre ein nach dem Komödiendichter Diphilos benanntes Versmaß bezeichnet, das aus der Verbindung von Hemiepes und Telesilleus besteht. Das metrische Schema ist demnach:
—◡◡—◡◡◠ ‖ ×—◡◡—×◠
Zwischen den beiden Kola ist Dihärese vorgeschrieben.
In metrischer Formelnotation wird er mit diph abgekürzt.
Belege finden sich bei Plautus, zum Beispiel in Curculio
Flos veteris vini  ‖  meis naribus obiectust,

eius amor cupidam  ‖  me huc prolicit per tenebras.
—◡◡——— ‖ ——◡◡———

—◡◡—◡◡— ‖ ——◡◡—◡◡—